# Francis Edward Younghusband
Sir Francis Edward Younghusband, britanski častnik, raziskovalec in duhovni pisec, * 31. maj 1863, Murree, Pakistan (tedaj Britanska Indija), † 31. julij 1942, Lytchett Minster, grofija Dorset, Anglija.
Younghusband je najbolj znan po svojih potovanjih na Daljni vzhod in Osrednjo Azijo. Bil je vodja britanske oborožene odprave v Tibet med letoma 1903 in 1904. Bil je predsednik Kraljeve geografske družbe.